# Какаура Иби I
Какаура Иби I — фараон Древнего Египта, правивший в XXII веке до н. э.

## Упоминание в источниках
В Абидосском списке фараонов в картуше под № 53 читается имя Какаура, хотя иероглиф qȝj (человек с поднятыми руками, означающий «высокий», «ликующий»), сохранился частично — от него осталась только нижняя часть. Всё имя читается как «Возвышенные души (бога) Ра». В Туринском папирусе можно прочесть имя И́би (IV колонка, 10 строка), и далее указание на срок правления — 2 года, 1 месяц и 1 день. В Южном Саккара обнаружена полностью разрушенная пирамида, где во внутренних помещениях, в Текстах пирамид можно прочесть имя Какара («Возвышенная душа Ра») Иби, где имя Какара — тронное, а Иби — личное имя. Современные историки относят все эти три артефакта к одному фараону, имя которого читают, как Какаура Иби.
Когда он правил, точно не установлено. Если судить по Абидосскому списку, то он, скорее всего, принадлежал к числу последних царей VIII династии. Скорее всего, его правление было недолгим, и можно с уверенностью сказать, что власть его распространялась уже не на весь Египет.

## Гробница

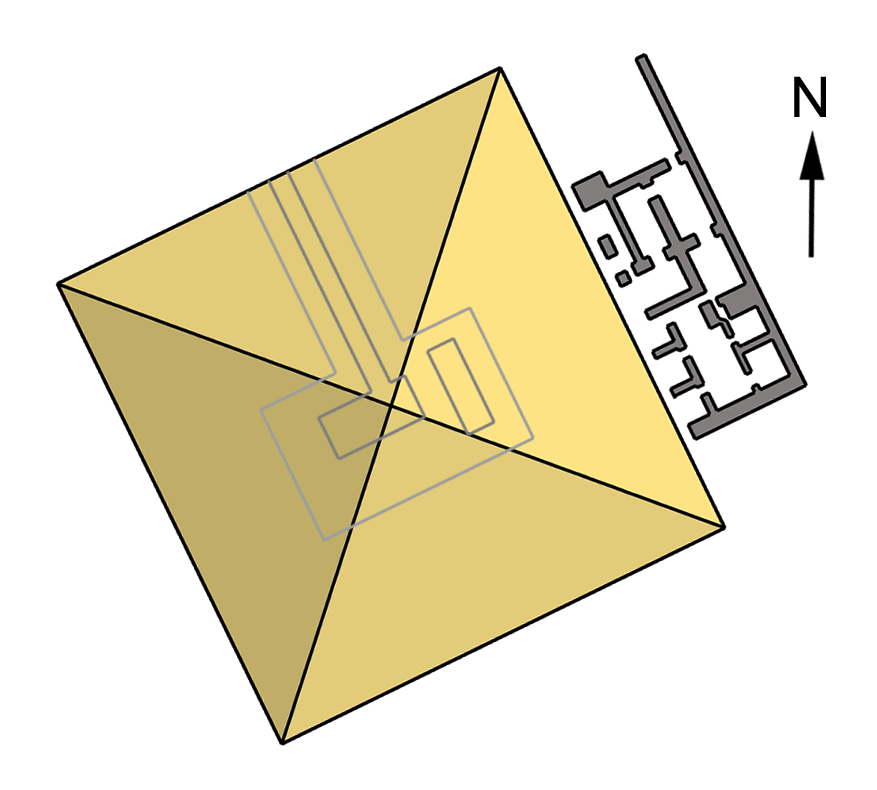
План пирамиды Какаура Иби I

Пирамида, приписываемая Какаура Иби, находится в Южном Саккара, к северо-востоку от гробницы Шепсескафа, неподалёку от крытой мощеной дороги, ведущей от нижнего к верхнему храму пирамиды Пиопи II. Она была обнаружена Карлом Рихардом Лепсиусом в XIX веке, который внёс её в свой список пирамид под номером XL. Пирамида была раскопана с 1929 по 1931 годы швейцарским археологом Гюставом Жакье.
Она очень похожа по плану, размерам и украшениям на пирамиды цариц Пиопи II. Даже было высказано предположение, что эта пирамида первоначально принадлежала Анхесенпиопи IV («Живёт она для Пиопи IV»), жены Пиопи II, и только позже была присвоена Какаура Иби.
Пирамида Какаура Иби не ориентирована, как обычно, строго на север, а довольно сильно отклоняется на северо-запад. Это самая маленькая царская пирамида в Египте. Ширина её основания составляет примерно 31,5×31,5 м, а высотой она вряд ли превышала 21 м. Эта пирамида была выстроена из плохо обработанных каменных блоков местного происхождения и так поспешно и небрежно, что сейчас мало чем уже напоминает пирамиду, и больше похожа на песчаный кратер, возвышающийся не более чем на 3 м. Большинство каменных блоков ныне исчезло, вероятно, они были повторно использованы в более поздних постройках. На некоторых из оставшихся блоках были найдены надписи красными чернилами, в которых упоминался «вождь ливийцев». Смысл этих надписей, однако, остаётся неясным. Похоже, что хотя фундамент для внешней облицовки пирамиды был заложен, сама облицовка так и не была установлена.
На северной стороне пирамиды Жакье обнаружил вход в неё. Выложенный известняком коридор длиной 8 м, с наклоном в 25° вёл вниз и заканчивался у гранитного запирающего устройства. За ним находилась погребальная камера фараона. И коридор, и стены погребальной камеры были исписаны Текстами пирамид. Это последние надписи такого рода, найденные в царских гробницах. Они, по-видимому, были написаны непосредственно для Иби, а не присвоены им. Жакье оценил качество надписей как «очень среднее». Кроме того, перепутан порядок размещения заклинаний. Потолок погребальной камеры был плоским и украшен звездами. Он, вероятно, был сделан из одного блока турского известняка длиной 5 м, ныне отсутствующего. Сегодня сверху камеру защищает большой бетонный блок. В западной части погребальной камеры находится огромная гранитная глыба, на которой когда-то покоился саркофаг. Над этим блоком видны остатки ложной двери. С восточной стороны к погребальной камере примыкал сердаб для статуи Ка умершего.
Заупокойный храм этого комплекса был построен из сырцового кирпича и примыкал к пирамиде с восточной стороны. Вход в него с севера. Непосредственно у стены пирамиды расположена зала с жертвенником, тут же находился фундамент стелы или ложной двери, а также каменный бассейн. Здесь были найдены поднос из алебастра и ступка из обсидиана. Южную часть храма занимали кладовые. От нижнего храма и восходящей дороги не осталось никаких следов, вероятно их даже не успели построить.

## Имена Какаура Иби I
| nswt&bity |

| nswt&bity |

| N5 | A28 | D28 |

| N5 | A28 | D28 |

| N5 | A28 | D28 |

| N5 | A28 | D28 |

| N5 | A28 | D28 |

| N5 | A28 | D28 |

| N5 | A28 | D28 |

| N5 | A28 | D28 |

| N5 | A28 | D28 · Z2 |

| N5 | A28 | D28 · Z2 |

| N5 | A28 | D28 · Z2 |

| N5 | A28 | D28 · Z2 |

| N5 | A28 | D28 · Z2 |

| N5 | A28 | D28 · Z2 |

| N5 | A28 | D28 · Z2 |

| N5 | A28 | D28 · Z2 |

| G39 | N5 |

| G39 | N5 |

| M17 | D58 | M17 |

| M17 | D58 | M17 |

| M17 | D58 | M17 |

| M17 | D58 | M17 |

| M17 | D58 | M17 |

| M17 | D58 | M17 |

| M17 | D58 | M17 |

| M17 | D58 | M17 |

| Ca1 | M17 | D58 | E8 | Ca2 |

| Ca1 | M17 | D58 | E8 | Ca2 |

| VIII династия                     |                                  |                      |
| Предшественник: Неферкамин II Ану | 'фараон Египта XXII век до н. э. | Преемник: Неферкаура |